# Martin Bucer Seminar
Das Martin Bucer Seminar (MBS) ist ein privates Theologisches Seminar evangelikaler Prägung in evangelisch-reformierter Tradition. Das Seminar ist nach dem Reformator Martin Bucer benannt.

## Ausbildung
Das MBS wurde 1996 durch Thomas Schirrmacher als „Antwort“ auf die als historisch-kritisch und  liberal angesehene Theologie an deutschen Hochschulen gegründet. Es bietet eine berufsbegleitende missions- und praxisorientierte theologische Ausbildung an, die sich als Alternative zum Theologiestudium an staatlichen Universitäten versteht.
Die pädagogische Besonderheit des Seminars ist, dass jeweils bis zu 20 Studenten in einem Studienzentrum studieren und vor Ort in die Praxis der Kirchgemeindearbeit eingeführt werden bzw. neben einer bereits ausgeübten kirchlichen Tätigkeit studieren. Derzeit gibt es weltweit Studienzentren in Berlin, Bielefeld, Dresden, Hamburg, München, Stuttgart, Helsinki, Leipzig, São Paulo, Zürich, Prag, Istanbul, Izmir, Delhi und Tirana. Das Seminar hatte 2021 im deutschsprachigen Raum etwa 180 Studenten.
Es werden Studiengänge zur Erlangung des Bachelor of Theology und des Master of Theology angeboten, die vom Whitefield Theological Seminary (USA) sowie dem Baptist Theological College of Southern Africa vergeben werden. Die Studiengänge bestehen aus Seminaren, Forschungsarbeiten und Eigenstudienmaterialien. Forschungsschwerpunkte sind Ethik, Islamwissenschaft, Mission und Religionsfreiheit.
Einzigartig in der Welt theologischer Ausbildung ist zudem die Verbindung des Lehrplans mit Merkmalen sehr unterschiedlicher kultureller Rahmenbedingung für Christsein. So sind die Studienzentren im auf Wachstum fokussierten Brasilien, in der Türkei, wo Christen eine Minderheit bilden, sowie im säkularisierten deutschsprachigen Mitteleuropa und Tschechien in einem globalen Lehrplan vereint. Studenten können sich von einem Studienzentrum zum anderen bewegen und dabei ihre Studiennachweise an jedem der Studienzentren erwerben. Gelehrt wird von christlichen Professoren und Lehrern anderer Kontinente, die jeweils ihre ganz eigene Perspektive mitbringen, was die westliche Theologie besonders herausfordert.
Träger sind der Verein Martin Bucer Seminar e. V. in Deutschland, das Martin Bucer Seminar Schweiz in der Schweiz, der Partner Evangelikales Bildungswerk in Österreich, das Martin Bucer Seminar Türkei, das Seminário Martin Bucer Brasil und das Komensky Institut in Prag sowie das Agricola Theological Institute in Helsinki und das Caleb Institute (Delhi, Indien). Die einzelnen Ländervereine sind gleichberechtigt. Alle Vereine stehen in einem Nahverhältnis zur Evangelischen Allianz ihrer Länder.
Das Seminar ist Mitglied der konservativen World Reformed Fellowship und der Konferenz Bibeltreuer Ausbildungsstätten.

## Forschung
Zum MBS gehören mehrere Forschungsinstitute oder sind ihm eng verbunden, so das Internationale Institut für Religionsfreiheit, das Institut für Islamfragen, das Institut für Lebens- und Familienwissenschaften sowie Hope.21. Diese sind zumeist Netzwerke christlicher Forscher aus allen Kontinenten.

## Leitung und Kollegium
Die Gesamtleitung hatte von 1996 bis 2018 Thomas Schirrmacher als Rektor inne. Seit September 2018 ist Frank Hinkelmann Rektor sowie Titus Vogt seit 2019 Dekan.

### Professoren
- Frank Hinkelmann: Kirchengeschichte
- Thomas K. Johnson: Religionsphilosophie und Ethik
- Thomas Kinker: Hermeneutik, Altes und Neues Testament
- Christine Schirrmacher: Islamwissenschaft und Religionswissenschaft
- Thomas Schirrmacher: Missions- und Religionswissenschaft, Systematische Theologie

### Dozenten
- Heiko Barthelmess: Seelsorge
- Tanja Bittner: Neutestamentliches Griechisch
- Carsten Friedrich: Neues Testament und Hermeneutik
- Klaus Giebel: Kirchengeschichte und Konfessionskunde
- Benjamin Graber: Griechisch und Altes Testament
- Elke Haas: Migration, Integration und Islam
- Wolfgang Häde: Missionswissenschaft
- Bodo Heller: Altes und Neues Testament
- Margarita Heller: Griechisch und Neues Testament
- Michael Immendörfer: Neues Testament
- Thomas Jeising: Seelsorge
- Frank Koppelin: Altes Testament und Homiletik
- Behnan Kontugan: Kirchen- und Theologiegeschichte
- Ron Kubsch: Apologetik und Neuere Theologiegeschichte
- Markus Liebelt: Systematische Theologie und Neuere Theologiegeschichte
- Matthias Lohmann: Praktische Theologie und Gemeindebau
- Dierk Müller: Neues Testament
- Ishan Özbek: Biblische Theologie
- Andreas Rapp: Pastoraltheologie und Gemeindebau
- Alexander Schick: Archäologie und Umwelt des Alten und Neuen Testaments
- Esther Schirrmacher: Islamwissenschaft
- Florian Sondheimer: Exegese und Homiletik
- David Stoddard: Griechisch und Neues Testament
- John Stoller: Neues Testament, Hermeneutik und Homiletik
- Cambron Teupe: Hebräisch und Altes Testament
- Klaus Vogt: Kirchengeschichte
- Titus Vogt: Ethik, Dogmatik und Dogmengeschichte
- Thomas Wohler: Reformationsgeschichte

### Erweitertes Kollegium
- Clair Davis: Dogmatik und Kirchengeschichte
- Klaus Eickhoff: Praktische Theologie
- George M. Ella: Reformationsgeschichte
- Franz Graf-Stuhlhofer: Katholizismus
- Hubert Hoyer: Dogmatik und Einleitung Altes Testament
- Michael Kotsch: Kirchengeschichte
- Henry Krabbendam: Apologetik und Evangelistik
- Kenneth Matlack: Praktische Theologie
- Williamm Miller: Humanities and Social Science
- John Warwick Montgomery: Apologetik
- Hans-Peter Pache: Praktische Theologie
- Carsten Polanz: Islamwissenschaft
- Wolfgang Wegert: Praktische Theologie und Evangelistik
- Monte Wilson: Praktische Theologie

Darüber hinaus lehren verschiedene Gastdozenten und -wissenschaftler.

## Publikationen
- Jahrbuch des Martin-Bucer-Seminars, seit 2002 DNB
- MBS-Ratgeber, Martin-Bucer-Seminar, DNB, ISSN 1614-9165
- MBS-Texte, theologische und philosophische Texte, seit 2004
- Glauben & Denken heute, Zeitschrift für Theologie und Gesellschaft
- Bonner Querschnitte, Presseinformationen
- Bonn Profiles, Presseinformationen (engl.)